# Legend of e’Boi (The Hypervigilant Eye)
Legend of e’Boi (The Hypervigilant Eye) ist ein Jazzalbum von Darius Jones. Die wohl um 2023/24 im Studio The Bunker, New York City entstandenen Aufnahmen erschienen am 4. Oktober 2024 auf AUM Fidelity.

## Hintergrund
Das Thema psychische Gesundheit hat in der Jazz-Community schon immer große Resonanz gefunden und wird gelegentlich in der Musik selbst erwähnt, von Charlie Parkers „Relaxin’ at Camarillo“ bis hin zu Charles Mingus, der seinen Therapeuten bittet, Liner Notes zu The Black Saint and the Sinner Lady (1963) zu schreiben, notierte Phil Freeman. Der Altsaxophonist und Komponist Darius Jones befasst sich auf dem Album Legend of e’Boi (The Hypervigilant Eye) mit dem Thema in einer weiteren Folge seiner laufenden Man’ish Boy-Reihe, die 2009 mit dem Label AUM Fidelity begonnen wurde. Der Altsaxophonist Darius Jones nahm das Album mit dem Bassisten Chris Lightcap und dem Schlagzeuger Gerald Cleaver auf. Das Album enthält Liner Notes der Autorin und Dichterin Harmony Holiday, eine Cover-Fotografie von Jesse Ponkamo und zusätzliche Kunstwerke von Risha Rox.

## Titelliste
- Darius Jones: Legend of e’Boi (The Hypervigilant Eye) (AUM Fidelity AUM 120)[1]

1. Affirmation Needed 8:35
2. Another Kind of Forever 8:49
3. No More My Lord (Traditional) 9:33
4. We Outside 11:37
5. We Inside Now  8:11
6. Motherfuckin Roosevelt 8:27

Wenn nicht anders vermerkt, stammen die Kompositionen von Darius Jones. „No More My Lord“ basiert auf dem von Alan Lomax auf der Parchman Farm (eigentlich Mississippi State Penitentiary) Massaxchussets, aufgenommenen Gefängnislied, arrangiert von Darius Jones.
Auf der LP fehlen die Titel „We Outside“ und „Motherfuckin Roosevelt“.

## Rezeption
Nach Ansicht von Jerome Wilson, der das Album in All About Jazz rezensierte, kann selbst die erschütterndste Musik eine Form der Heilung darstellen. Der Altsaxophonist habe ein Trioalbum veröffentlicht, das von seinen Versuchen zeuge, mit persönlichen seelischen Traumata umzugehen, und zwar mithilfe einer gewaltigen musikalischen Reise, die mit Schreien beginne und in Gelassenheit ende. Die daraus resultierende Musik sei schwer und intensiv, insbesondere in der ersten Hälfte des Projekts. Selbst wenn sein Spiel leichter und konventioneller wird, würde Darius Jones eine raue Note behalten, die klingt, als würde er seine Seele durch seine Altstimme entblößen. Diese Musik sei durchweg fesselnd, während das stürmische Chaos der Eröffnungsstücke in Klarheit und Freude übergeht. Dies sei ein mutiges und bemerkenswertes Album voller Emotionen und Kraft.
Die Musik sei zwar vollständig instrumental, aber ein Titel, „No More My Lord“, sei das Arrangement eines von Alan Lomax aufgenommenen Gefängnisliedes, schrieb Phil Freeman (Ugly Beauty/Stereogum). „We Inside Now“ sei eine bluesige Ballade, hart [vom Inhalt], aber zart [interpretiert]; Bassist Chris Lightcap und Schlagzeuger Gerald Cleaver würden für einen satten Groove sorgen, während Jones stöhne.